# Безлісний
Безлі́сний (рос. Безлесный) — селище у складі Яйського округу Кемеровської області, Росія.

## Населення
Населення — 380 осіб (2010; 488 у 2002).
Національний склад (станом на 2002 рік):
- росіяни — 94 %